# 森川信
森川 信（もりかわ しん、1912年（明治45年）2月14日 - 1972年（昭和47年）3月26日）は、日本の俳優およびコメディアン。本名は森川 義信。神奈川県横浜市南区出身。横浜市立商業学校卒業。元妻は水戸光子。

## 人物・来歴
商業学校卒業後、銀行に勤める傍ら、役者になるために演劇学校へ通う。
1931年、遠戚にあたる俳優・静香八郎と共に俳優の道へ進み、1932年に静香主演の『肉弾三勇士』での死体役でデビュー。
その後、一座を組んで浅草で芝居を試みるが、浅草演劇界ではエノケンとロッパが君臨していたため、競合を余儀なくされた。
その後、大阪、名古屋、京都、博多など各地を転々とし、この頃に清水金一、田崎潤、淀橋太郎などを知った。
結局大阪を活動の拠点とすることで東京の浅草に対抗した。1934年、「森川信一座」を結成して座長となる（戦中期は大陸へ赴き、各地で慰問も行った）。この頃、坂口安吾から絶賛された。
1943年に松竹と契約し、山茶花究らを知る。
1948年より数年間、岸井明と「のらくらコンビ」を組み、コミカルな演技で人気を得た。
1953年にフリーとなる。
テレビ生誕とともに、テレビ出演も増えていく。1960年代以降、新宿コマ劇場での喜劇も評判となり、『サザエさん』に磯野波平役として出演し、森川の代表作となった。
そして、『男はつらいよ』での初代おいちゃん（車竜造）役が当たり、広く知られることになる（テレビドラマ版から続投し、「バカだねぇ…」の名セリフで日本映画史に残る活躍を見せた）。おいちゃん役は3人の交代があったが、監督の山田洋次からは「寅さんとの絡みの中で『バカだねぇ…』と吐きながらコミカルに立ち回れたのは森川のみ」と語られている。
映画シリーズの人気が定着してきた矢先、かねてから患っていた肝硬変が悪化し、1972年に死去。60歳没。臨終の床には共演の三崎千恵子や倍賞千恵子らが「死なないで!」と号泣したという。出演映画は『駅前旅館』『拝啓天皇陛下様』を除けば今日では忘れられているB級映画が多く、生涯最後の3年間で出演した8本の寅さん映画が、森川の名と芸風を半世紀を超えた先まで伝え続ける代表作となった。なお、死去した当時は『青春をつっ走れ』（石山粂吉役）『はーいただいま』（源太役）『未婚・結婚・未再婚』（新藤辰五郎役）の3本のドラマにレギュラー出演中であった。『青春 - 』は江戸家猫八に、『はーい - 』は金子信雄に、『未婚 - 』は丘寵児にそれぞれキャストが引き継がれた。
墓所は横浜市西区の久保山墓地にある。
若い頃はかなりモテた人物で「遊郭で遊ぶよりも、こちらから女性が何人も寄ってくる」ほどだった。喜劇俳優仲間に対して「女に金を使うんじゃなく、女が金を使ってくれる方が一流だよ」と言って気にも留めていなかったという。

## 出演作品

### テレビドラマ
- KR(現TBS) 　ますらを派出夫会(1957年₋1958年)
- フジ　セールスマン水滸伝（1959年 - 1961年）
- NTV　エプロンおばさん（1963年 -1965年）
- フジ   いかすぜ珍商売(1963年₋1966年、主演　頼まれ屋の喜八役)
- TBS　サザエさん（1965年 - 1967年）
- TBS　泣いてたまるか（1966年 - 1967年）
- フジ　 銭形平次 第76話「月に飛ぶ雁」（1967年）
- YTV　意地悪ばあさん 第4話「にたりの巻」（1967年）
- フジ　 男はつらいよ（1968年）
- TBS　おくさまは18歳（1970年 - 1971年）
- フジ 振袖御殿（1970年　大久保彦左衛門役）
- KTV　徳川おんな絵巻 第37話「まぼろしの恋」（1971年）
- TBS　なんたって18歳!（1971年 - 1972年）
- フジ 青春をつっ走れ（1972年　石山粂吉役、第4話まで）
- TBS  はーいただいま（1972年　源太役）
- MBS・NET 未婚・結婚・未再婚（1972年　新藤辰五郎役、第2話まで）

### 映画
- 肉弾三勇士（1932年） ※映画デビュー作
- 陽気な幽霊（1940年）
- ニコニコ大会 追ひつ追はれつ（1946年） ※戦後初のキスシーンのある映画。森川が幾野道子相手に演じている[3]。
- ひばり姫初夢道中（1952年）
- 好きなアンタハン（1953年）
- 蟹工船（1953年）
- 鶴亀先生（1954年）
- 天下泰平（1955年）
- 忘れないよ（1955年）
- 花嫁会議（1956年）
- 与太者と若旦那（1956年）
- はりきり社長（1956年）
- サザエさん（1956年）
- 眠狂四郎無頼控（1956年）
- 続・サザエさん（1957年）
- 三十六人の乗客（1957年）
- 大学の侍たち（1957年）
- 夜の牙（1958年）
- 夫婦百景（1958年）
- 喜劇 駅前旅館（1958年）
- おヤエのママさん女中（1959年）
- サザエさんの結婚（1959年）
- サザエさんの新婚家庭（1959年）
- サザエさんの脱線奥様（1959年）
- サザエさんの赤ちゃん誕生（1960年）
- 恐妻党総裁に栄光あれ（1960年）
- 青春残酷物語（1960年）
- 東京の暴れん坊（1960年）
- サザエさんとエプロンおばさん（1960年）
- 福の神 サザエさん一家（1961年）
- でかんしょ風来坊（1961年）
- 特急にっぽん（1961年）
- 雲の上団五郎一座（1962年）
- 拝啓天皇陛下様（1963年）
- 赤いハンカチ（1964年）
- 男はつらいよ（1969年）
- 続・男はつらいよ（1969年）
- 男はつらいよ フーテンの寅（1970年）
- 新・男はつらいよ（1970年）
- 喜劇　女もつらいわ（1970年）
- 男はつらいよ　望郷篇（1970年）
- 家族（1970年）
- 男はつらいよ 純情篇（1971年）
- 男はつらいよ 奮闘篇（1971年）
- 男はつらいよ 寅次郎恋歌（1971年）
- 喜劇 男の子守唄（1972年） ※遺作